# Андреев, Даниил Леонидович
Дании́л Леони́дович Андре́ев (20 октября [2 ноября] 1906, Берлин — 30 марта 1959, Москва) — русский и советский поэт, писатель, философ, представитель «серебряного века» русской культуры:21. Автор мистического сочинения «Роза Мира».

## Биография

### Детство и юность
Второй сын писателя Леонида Николаевича Андреева (1871—1919) и внучатой племянницы Тараса Шевченко Александры Михайловны Андреевой (урождённой Велигорской; 1881—1906), брат Вадима Андреева.
Родился в берлинском районе Груневальд. Через несколько дней после рождения Даниила его мать умерла от послеродовой горячки, новорождённого забрала бабушка Евфросинья Варфоломеевна Велигорская (урождённая Шевченко; 1846—1913). Велигорская увезла мальчика в Москву, в семью другой своей дочери, Елизаветы Михайловны Добровой (урождённой Велигорской; 1868—1942), жены известного московского врача Филиппа Александровича Доброва.
Дом Добровых был одним из литературных и музыкальных центров тогдашней Москвы, туда приходили Иван Бунин, Максим Горький (крёстный отец Даниила), Александр Скрябин, Фёдор Шаляпин, актёры МХаТа и другие известные люди. Андреев начал писать стихи и прозу под влиянием атмосферы дома.
Первое стихотворение «Сад» появилось весной 1915 года, в этом же году созданы первые рассказы «Путешествие насекомых» и «Жизнь допотопных животных» (не сохранились). Также в детстве, по воспоминаниям супруги Аллы, Андреев создал огромную эпопею, где действие разворачивается в выдуманном межпланетном пространстве. В детской на уровне своего роста мальчик рисовал портреты правителей выдуманной им династии.
В сентябре 1917 года Андреев поступил в Московскую гимназию Е. А. Репман. После преобразования гимназии в единую трудовую школу в 1918 г., закончил её в 1923 году. В 1924 году он продолжает учёбу в Высшем Литературно-художественном институте им. Брюсова на Высших литературных курсах Моспрофобра. Тогда же начинается работа над романом «Грешники». В 1926 году Андреев вступил в Союз поэтов.
Согласно сведениям, приведённым в «Розе Мира», Андреев увидел «Небесный Кремль» в 15 лет, в августе 1921 года, в одном из скверов, окружавших храм Христа Спасителя. В Пасху 1928 года в церкви Покрова в Лёвшине у писателя появляется идея представления всемирной истории как единого мистического потока.
В конце августа 1926 года Андреев женился на Александре Львовне Гублёр (псевдоним Горобова; 1907—1985), учившейся вместе с ним на литературных курсах. Пара обвенчалась в храме Воскресенья Словущего на Успенском Вражке. Брак распался к концу второго месяца, официальный развод произошёл в феврале 1927 года, после этого Андреев покинул курсы.
Летний отдых в 1928 году провёл в Тарусе.

### Предвоенные годы и война
В 1930-е годы Андреев работал художником-шрифтовиком, посвящая основное время и силы литературной деятельности. В 1930 году начата работа над поэмой «Солнцеворот» (не сохранилась). Летом следующего года он познакомился с Максимилианом Волошиным. 29 июля 1931 года на берегах Неруссы Андреев испытал чувство, которое позже назвал «прорывом космического сознания».
С февраля по март 1932 года Андреев работал сначала литературным правщиком, а потом заведующим соцбытсектором газеты на Московском заводе «Динамо». Летом того же года писатель закончил сборник стихов «Дневник поэта» (уничтожен автором не позднее 1933 г.). В 1933 году Андреев начал работу над сочинением «Контуры предварительной доктрины», оставшимся незаконченным, и над циклом «Предгорья». 20 октября 1934 года в Коктебеле им написано стихотворение «Могила М. Волошина».
В 1935 году Андреев вступил в московский Горком художников-оформителей. 8 сентября создан «Запев» поэмы «Песнь о Монсальвате» (он завершил поэму в 1938 году). В 1937 году по совету Е. П. Пешковой Андреев написал Сталину с просьбой содействовать возвращению брата Вадима из эмиграции. Осенью 1937 года Андреев приступил к работе над романом о духовных исканиях интеллигенции в эти годы «Странники ночи», задуманном как «эпопея духа» и портрет эпохи; прерванная войной, работа была почти завершена в 1947 году.
В конце апреля 1941 года умер Ф. А. Добров, которого Андреев считал своим приёмным отцом. В годы Великой Отечественной войны Андреев работал над поэмами «Янтари» (1942) и «Германцы» (не завершена), закончил цикл стихотворений «Катакомбы» (1928—1941). В июле 1942 года умерла его тётя Елизавета.
В октябре 1942 года Андреева призвали в Красную армию. Он вошёл в блокадный Ленинград в составе 196-й Краснознамённой стрелковой дивизии по льду Ладожского озера в январе 1943 года. Состоял в похоронной команде, был санитаром, художником-оформителем. Получил медаль «За оборону Ленинграда». 25 июня 1945 года признан инвалидом Великой Отечественной войны 2-й группы с пенсией 300 рублей.
После войны вернулся в Москву, работал художником-оформителем в Московском музее связи.
4 ноября 1945 года зарегистрирован брак Андреева с Аллой Ивашевой-Мусатовой, с которой они познакомились в начале марта 1937 года. Аллу осудили вместе с мужем, но она освободилась на год раньше, став для него опорой в последние годы заключения и в тяжёлые годы после. Овдовев, Андреева сделала возможной публикацию его основных работ в конце XX века, среди которых «Роза Мира».

### Арест. Тюремные годы
23 апреля 1947 года Андреева арестовали по 58-й статье, причиной чему послужил донос и роман «Странники ночи». 27 апреля была арестована и Алла Андреева. Писателя обвинили в создании антисоветской группы, антисоветской агитации и террористических намерениях, Особое совещание приговорило его к 25 годам тюрьмы (высшая мера наказания в СССР на тот момент) по статьям 19-58-8, 58-10 ч.2, 58-11 УК РСФСР. Вместе с ним приговариваются к заключению на срок от 10 до 25 лет в исправительно-трудовых лагерях 19 его родственников и близких друзей. Все написанные до того работы Андреева, включая роман,  уничтожает Министерство госбезопасности.
27 ноября 1948 года Андреева конвоировали из Лефортовской тюрьмы во Владимирскую тюрьму № 2 («Владимирский централ»).
В 1950 году Андреев завершил работу над поэмой «Немереча» (1937—1950), формируется поэтическая книга «Русские октавы». В декабре 1950 года создана поэма «Симфония городского дня». 23 декабря начата работа над «Железной мистерией», 24 декабря — над «Розой Мира».
В 1951 году Андреев работал над «Утренней ораторией», в феврале создал поэму «Гибель Грозного». В 1952 году начал работу над первым вариантом состава книги «Русские боги», создаёт поэму «Рух» и завершает поэму «Ленинградский Апокалипсис» (1949—1953). В 1953 году завершается работа над новеллами для книги «Новейший Плутарх». Совместно с соседями по «академической» камере, историком Львом Раковым и физиологом Василием Париным создаёт «Иллюстрированный биографический словарь воображаемых знаменитых деятелей всех стран и времен от А до Я». В октябре-ноябре 1953 года, до перевода в другую камеру, Андреев испытывает сильные мистические переживания.
10 ноября 1954 года Андреев написал заявление на имя Маленкова: «Не убедившись ещё в существовании в нашей стране подлинных, гарантированных демократических свобод, я и сейчас не могу встать на позицию полного и безоговорочного принятия советского строя». В конце 1954 года Андреев перенёс инфаркт миокарда. В 1955 году работал над поэмами «Навна» и «У демонов возмездия». 8 февраля 1956 года в лагерной больнице умерла двоюродная сестра Андреева А. Ф. Коваленская (урождённая Доброва). 2 мая 1956 года завершается работа над «Железной мистерией» (1950—1956). 10 августа освобождают из лагеря Аллу Андрееву.
23 августа 1956 года Андрееву сокращают срок заключения до 10 лет, переквалифицировав обвинение на статью 58-10, ч. 2. 24 августа Андреев впервые после ареста встретился с женой на тюремном свидании. 17 ноября Верховный суд отменяет переквалифицирование обвинения, его дело направляют на доследование.
23 апреля 1957 года Андреев освобождён из-под стражи. 21 июня Пленум Верховного суда СССР пересматривает дело Д. Л. Андреева и отменяет обвинения в его адрес. 11 июля 1957 года Андреева реабилитировали.

### Последние годы жизни
Летом 1957 года в деревне Копаново Рязанской области Даниил Андреев, тяжело болеющий пневмонией, встречается со старшим братом Вадимом после 40 с лишним лет разлуки. В ноябре 1957 года Андреев с женой поселились в Москве. 22 ноября Андреев вновь получил статус инвалида второй группы, ему назначается пенсия 347 рублей. В конце 1957 года Андреев совместно с З. Рахимом работает над переводом трёх рассказов японской писательницы Фумико Хаяси из книги «Шесть рассказов».
12 февраля 1958 года Андреев написал письмо в ЦК КПСС, в котором просил ознакомиться с прилагаемыми поэтическими произведениями: «Жить, не разговаривая с людьми и скрывая буквально от всех своё творчество — не только тяжело, но и невыносимо», после чего 26 февраля получил вызов в ЦК. Эта беседа дала ему надежду, что его работы могут быть опубликованы в будущем. Также он скоро получает некоторую материальную помощь через Союз писателей.
Весной 1958 года после обострения стенокардии и атеросклероза Андреев попал в больницу Института терапии АМН СССР. 4 июня протоиерей Николай Голубцов провёл венчание Даниила и Аллы Андреевых в Ризоположенском храме на Донской, после чего они отправились в путешествие на пароходе «Помяловский» по маршруту «Москва — Уфа — Москва». 5 июля 1958 года Андреев, находясь по путевке от Союза писателей в г. Горячий Ключ, закончил одиннадцатую книгу «Розы Мира», а 12 октября — весь трактат. Ныне одна из двух рукописей находится в городском историческом музее им. И. Д. Попко..

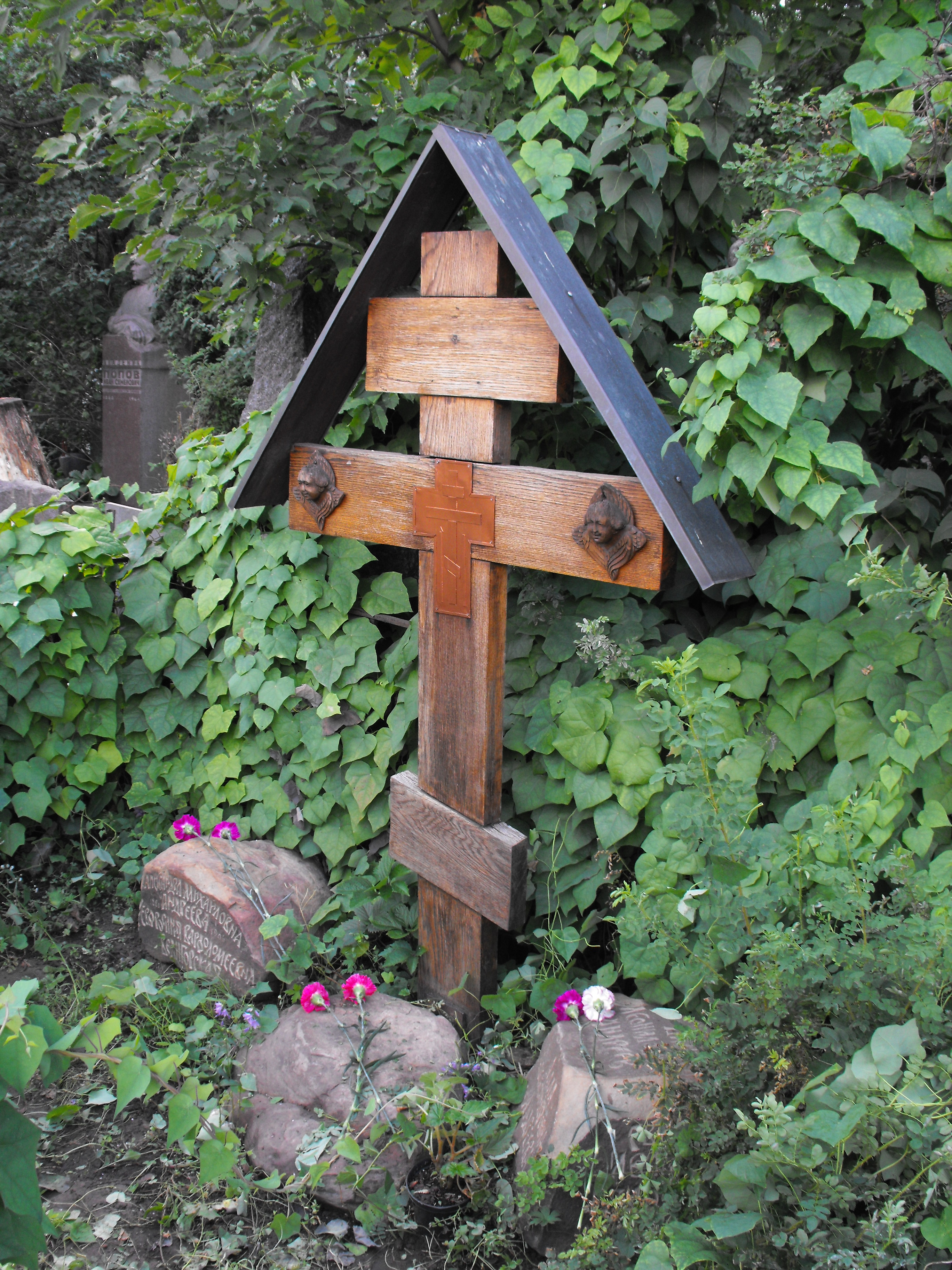
Могила Даниила Андреева на Новодевичьем кладбище

В октябре 1958 года завершается работа над циклом стихотворений «Сказание о Яросвете» и поэма в прозе «Изнанка мира». В ночь на 19 октября Андреев написал своё последнее стихотворение «Когда-то раньше в расцвете сил…», в котором молит о спасении своих рукописей. В начале ноября составляется цикл стихотворений «Святорусские духи». 14 ноября, сразу по возвращении из Горячего Ключа в Москву, Андреев помещается в больницу Института терапии АМН СССР.
23 января 1959 года Алла Андреева получила ордер на комнату в двухкомнатной коммунальной квартире, в которой Андреев проживёт последние сорок дней своей жизни, постоянно терзаемый сердечными приступами.
Умер 30 марта 1959 года. 3 апреля состоялось отпевание Андреева в храме Ризоположения на Донской (отпевал протоиерей Николай Голубцов) и похороны на Новодевичьем кладбище рядом с могилой матери.
Ни одно художественное произведение Андреева не было издано при жизни (в 1946 году была опубликована созданная в соавторстве с С. Н. Матвеевым книга «Замечательные исследователи горной Средней Азии»).

## Память
- В 2000 году на здании Литературного института им. А. М. Горького (на Тверском бульваре) в Москве в память о поэте была установлена мемориальная доска: «Здесь располагались Высшие литературные курсы, на которых в 1920-х гг. учился Даниил Андреев»[21].
- В 2003 году по заказу вдовы писателя Аллы Андреевой композитор Алексей Курбатов написал музыку к поэме Даниила Андреева «Ленинградский Апокалипсис»[22][23].
- В октябре 2014 года в деревне Чухраи Суземского района Брянской области открылась экспозиция, посвященная Даниилу Андрееву[24].